# Støvring Idrætsforening
Støvring Idrætsforening er en dansk idrætsforening, hjemhørende i Støvring. Foreningen blev grundlagt i 1927, men fodboldafdelingen fik først sin egen bestyrelse i 1974.
Klubbens bedste fodboldhold spillede i 2017-18 i Jyllandsserien.